# Ziegelhütte (Schönsee)
Ziegelhütte ist ein Ortsteil der Stadt Schönsee im Oberpfälzer Landkreis Schwandorf in Bayern.
Die Einöde Ziegelhütte liegt auf den Hängen des Lauber Berges nördlich von Schönsee.
Der Name Ziegelhütte erinnert an das Vorkommen kaolinhaltiger Tone im Bereich der eiszeitlichen Hanglehne, die in früheren Zeiten zum Ziegelbrennen verwendet wurden. Jedoch war das Material meist nicht hochwertig und der Vorrat bald erschöpft. In der nach dem Zweiten Weltkrieg in Betrieb genommenen etwas östlich von Ziegelhütte und hangabwärts gelegenen Ziegelei Zwick wurden noch bis 1966 Ziegel hergestellt.
Die Mulde zwischen Ziegelhütte und ehemaligem Schönseer Bahnhof ist ein mineralischer Nassboden oder Gleiboden, wo der Grundwasserspiegel nur 40 bis 80 cm unter der Oberfläche liegt. Unter einer dünnen dunkelbraunen Oberschicht befindet sich graue rostfleckige Erde. Der Glei-Horizont mit gleichmäßig bläulichen Schichten liegt im Grundwasser. Diese Böden sind arm an Nährstoffen und tragen mäßig ergiebige Wiesen, durchsetzt mit Sauergras, Binsen und Moosen.
Klimatisch bildet die Mulde zwischen Ziegelhütte und Schallerhammer eine Zugstraße für Kaltluft.